# ستيفن مارتن (سياسي)
ستيفن مارتن (بالإنجليزية: Stephen Martin)‏ هو سياسي أسترالي، ولد في 24 يونيو 1948 في ولونغونغ في أستراليا. حزبياً، نشط في حزب العمال الأسترالي. وقد انتخب عضو مجلس النواب الأسترالي عن دائرة كونينغهام ‏ (13 مارس 1993 – 16 أغسطس 2002) وانتخب عضو مجلس النواب الأسترالي عن دائرة Division of Macarthur ‏ (1 ديسمبر 1984 – 13 مارس 1993) وانتخب Speaker of the Australian House of Representatives ‏ (4 مايو 1993 – 30 أبريل 1996).